# Кубок другої ліги України з футболу 1999—2000
У першому розіграші Кубка другої ліги України з футболу сезону 1999/2000 року взяли участь 44 команди другої ліги.
Проходив з 18 серпня 1999 року по 6 травня 2000 року.

## Учасники
| - «Авангард» (Ровеньки) - «АДОМС» (Кременчук) - «Арсенал» (Харків) - «Борисфен» (Бориспіль) - «Буковина» (Чернівці) - «Верес» (Рівне) - «Віктор» (Запоріжжя) - «Ворскла-2» (Полтава) - «Газовик» (Комарно) - «Галичина» (Дрогобич) - «Гірник-Спорт» (Комсомольськ) - «Десна» (Чернігів) - «Динамо» (Львів) - «Динамо-3» (Київ) - «Дніпро-2» (Дніпропетровськ) | - «Електрон» (Ромни) - «Енергетик» (Бурштин) - «Зірка-2» (Кіровоград) - «Зоря» (Луганськ) - ФК «Калуш» - «Карпати-2» (Львів) - «Кремінь» (Кременчук) - «Кривбас-2» (Кривий Ріг) - «Кристал» (Херсон) - «Машинобудівник» (Дружківка) - «Металіст-2» (Харків) - «Металург-2» (Запоріжжя) - ФК «Миргород» - «Нафтовик» (Долина) - «Нива» (Вінниця) | - «Оболонь-ППО-2» (Київ) - «Олімпія ФК АЕС» (Южноукраїнськ) - «Оскіл» (Куп'янськ) - «Папірник» (Малин) - «Поділля» (Хмельницький) - «Портовик» (Іллічівськ) - «Прикарпаття-2» (Івано-Франківськ) - «Ригонда» (Біла Церква) - «Система-Борекс» (Бородянка) - «Титан» (Армянськ) - «Торпедо» (Мелітополь) - «Цементник-Хорда» (Миколаїв) - «Чорноморець» (Севастополь) - «Шахтар» (Горлівка) |

## Перелік матчів

### 1/32 фіналу
| 18 серпня 1999 року.     |     |                                    |                     |
| «Карпати-2» (Львів)      | 0:1 | «Динамо» (Львів)                   |                     |
| «Нива» (Вінниця)         | +:- | «Верес» (Рівне)                    | неявка «Вереса»     |
| «Енергетик» (Бурштин)    | 1:0 | ФК «Калуш»                         |                     |
| «Галичина» (Дрогобич)    | 1:0 | «Прикарпаття-2» (Івано-Франківськ) |                     |
| «Ригонда» (Біла Церква)  | 0:0 | «Оболонь-ППО-2» (Київ)             | дч, пен. 3:1        |
| «Зірка-2» (Кіровоград)   | 0:1 | «Олімпія ФК АЕС» (Южноукраїнськ)   |                     |
| «Титан» (Армянськ)       | +:- | «Чорноморець» (Севастополь)        | «Чорноморець» знято |
| «Віктор» (Запоріжжя)     | 4:1 | «Торпедо» (Мелітополь)             |                     |
| «Металург-2» (Запоріжжя) | -:+ | «Дніпро-2» (Дніпропетровськ)       | «Металург-2» знято  |
| «Арсенал» (Харків)       | 1:0 | «Машинобудівник» (Дружківка)       |                     |
| «АДОМС» (Кременчук)      | 5:1 | ФК «Миргород»                      | дч                  |
| «Шахтар» (Горлівка)      | 2:0 | «Авангард» (Ровеньки)              | дч                  |

### 1/16 фіналу
|                                  | Заг. |                               | Матч 1 | Матч 2 |                          |
| -------------------------------- | ---- | ----------------------------- | ------ | ------ | ------------------------ |
| 1 і 22 вересня 1999 року.        |      |                               |        |        |                          |
| «Портовик» (Іллічівськ)          | -:+  | «Титан» (Армянськ)            | -:+    | -:+    | [ 1 ]                    |
| «Поділля» (Хмельницький)         | 7:4  | «Цементник-Хорда» (Миколаїв)  | 3:2    | 4:2    |                          |
| «Газовик» (Комарно)              | 1:1  | «Динамо» (Львів)              | 1:1    | 0:0    |                          |
| «Нива» (Вінниця)                 | 1:2  | «Папірник» (Малин)            | 0:0    | 1:2    |                          |
| «Енергетик» (Бурштин)            | 2:3  | «Буковина» (Чернівці)         | 2:2    | 0:1    |                          |
| «Нафтовик» (Долина)              | 3:2  | «Галичина» (Дрогобич)         | 3:2    | 0:0    |                          |
| «Система-Борекс» (Бородянка)     | 2:1  | «Ригонда» (Біла Церква)       | 1:1    | 1:0    |                          |
| «Олімпія ФК АЕС» (Южноукраїнськ) | 0:5  | «Борисфен» (Бориспіль)        | 0:5    | -:+    | Відмова «Олімпії ФК АЕС» |
| «Десна» (Чернігів)               | 2:5  | «Динамо-3» (Київ)             | 2:4    | 0:1    |                          |
| «Ворскла-2» (Полтава)            | 1:5  | «Гірник-Спорт» (Комсомольськ) | 0:3    | 1:2    |                          |
| «Кристал» (Херсон)               | 6:1  | «Віктор» (Запоріжжя)          | 4:1    | 2:0    |                          |
| «Дніпро-2» (Дніпропетровськ)     | 3:2  | «Кривбас-2» (Кривий Ріг)      | 1:1    | 2:1    |                          |
| «Електрон» (Ромни)               | -:+  | «Арсенал» (Харків)            | 2:0    | -:+    | Відмова «Електрона»      |
| «Кремінь» (Кременчук)            | 3:1  | «АДОМС» (Кременчук)           | 2:1    | 1:0    |                          |
| «Шахтар» (Горлівка)              | 1:3  | «Зоря» (Луганськ)             | 0:0    | 1:3    |                          |
| «Оскіл» (Куп'янськ)              | 0:3  | «Металіст-2» (Харків)         | 0:1    | 0:2    |                          |

### 1/8 фіналу
|                              | Заг. |                               | Матч 1 | Матч 2 |  |
| ---------------------------- | ---- | ----------------------------- | ------ | ------ |  |
| 6 і 14 жовтня 1999 року.     |      |                               |        |        |  |
| «Динамо» (Львів)             | 1:1  | «Поділля» (Хмельницький)      | 1:1    | 0:0    |  |
| «Папірник» (Малин)           | 3:5  | «Буковина» (Чернівці)         | 3:2    | 0:3    |  |
| «Система-Борекс» (Бородянка) | 0:3  | «Нафтовик» (Долина)           | 0:0    | 0:3    |  |
| «Борисфен» (Бориспіль)       | 6:0  | «Динамо-3» (Київ)             | 4:0    | 2:0    |  |
| «Титан» (Армянськ)           | 2:2  | «Гірник-Спорт» (Комсомольськ) | 1:2    | 1:0    |  |
| «Дніпро-2» (Дніпропетровськ) | 1:1  | «Кристал» (Херсон)            | 1:1    | 0:0    |  |
| «Арсенал» (Харків)           | 2:1  | «Кремінь» (Кременчук)         | 1:0    | 1:1    |  |
| «Зоря» (Луганськ)            | 2:2  | «Металіст-2» (Харків)         | 2:2    | 0:0    |  |

### 1/4 фіналу
|                           | Заг. |                               | Матч 1 | Матч 2 |  |
| ------------------------- | ---- | ----------------------------- | ------ | ------ |  |
| 22 і 26 жовтня 1999 року. |      |                               |        |        |  |
| «Борисфен» (Бориспіль)    | 7:1  | «Нафтовик» (Долина)           | 2:0    | 5:1    |  |
| «Кристал» (Херсон)        | 2:1  | «Гірник-Спорт» (Комсомольськ) | 1:1    | 1:0    |  |
| «Поділля» (Хмельницький)  | 5:3  | «Буковина» (Чернівці)         | 2:0    | 3:3    |  |
| «Металіст-2» (Харків)     | 2:1  | «Арсенал» (Харків)            | 1:0    | 1:1    |  |

### 1/2 фіналу
|                              | Заг. |                          | Матч 1 | Матч 2 |    |
| ---------------------------- | ---- | ------------------------ | ------ | ------ | -- |
| 4 і 8 листопада 1999 року.   |      |                          |        |        |    |
| «Металіст-2» (Харків)        | 0:2  | «Кристал» (Херсон)       | 0:1    | 0:1    |    |
| 12 і 26 листопада 1999 року. |      |                          |        |        |    |
| «Борисфен» (Бориспіль)       | 6:2  | «Поділля» (Хмельницький) | 2:0    | 4:2    | дч |

### Фінал
| 6 травня 2000 р. +21 °C |

| «Борисфен» (Бориспіль)       | 2:0      | СК «Херсон» |
| ---------------------------- | -------- | ----------- |
| Міклашевич 51' Кондратюк 52' | протокол |             |

| Київ, Стадіон «Динамо» Глядачів: 500 Арбітр: Ігор Хіблін (Хмельницький) |

| Володар Кубка другої ліги України 1999/2000 |
| ------------------------------------------- |
| «Борисфен» (Бориспіль) Вперше               |

## Найкращі бомбардири
|   | Гравець                 | Клуб                     | Ігри | Голи (пен.) |
| - | ----------------------- | ------------------------ | ---- | ----------- |
| 1 | Олег Рак                | «Борисфен» (Бориспіль)   | 7    | 6           |
| 2 | Олександр Крохмаль      | «Борисфен» (Бориспіль)   | 7    | 5           |
| 2 | Сергій Рижих            | «Металіст-2» (Харків)    | 7    | 5           |
| 4 | Володимир Крижанівський | «Поділля» (Хмельницький) | 8    | 5           |
| 5 | Микола Головачук        | «Буковина» (Чернівці)    | 5    | 4           |
| 6 | Сергій Бабійчук         | «Віктор» (Запоріжжя)     | 3    | 3           |
| 7 | Микола Наконечний       | «Борисфен» (Бориспіль)   | 6    | 3           |

## Підсумкова таблиця
| Етап        | Команда                            | I | В | Н | П | РМ    | О  |
| ----------- | ---------------------------------- | - | - | - | - | ----- | -- |
| Володар     | «Борисфен» (Бориспіль)             | 8 | 8 | 0 | 0 | 26−3  | 16 |
| Фіналіст    | СК «Херсон»                        | 9 | 5 | 3 | 1 | 11−5  | 13 |
| Півфінал    | «Металіст-2» (Харків)              | 8 | 3 | 3 | 2 | 7−5   | 9  |
| Півфінал    | «Поділля» (Хмельницький)           | 8 | 3 | 3 | 2 | 15−14 | 9  |
| 1/4 фіналу  | «Гірник-Спорт» (Комсомольськ)      | 6 | 4 | 1 | 1 | 9−4   | 9  |
| 1/4 фіналу  | «Буковина» (Чернівці)              | 6 | 2 | 2 | 2 | 11−10 | 6  |
| 1/4 фіналу  | «Арсенал» (Харків)                 | 6 | 2 | 2 | 2 | 4−5   | 6  |
| 1/4 фіналу  | «Нафтовик» (Долина)                | 6 | 2 | 2 | 2 | 7−9   | 6  |
| 1/8 фіналу  | «Дніпро-2» (Дніпропетровськ)       | 4 | 2 | 2 | 0 | 6−4   | 6  |
| 1/8 фіналу  | «Динамо» (Львів)                   | 5 | 1 | 4 | 0 | 3−2   | 6  |
| 1/8 фіналу  | «Зоря» (Луганськ)                  | 4 | 1 | 3 | 0 | 5−3   | 5  |
| 1/8 фіналу  | «Кремінь» (Кременчук)              | 4 | 2 | 1 | 1 | 4−3   | 5  |
| 1/8 фіналу  | «Папірник» (Малин)                 | 4 | 2 | 1 | 1 | 5−6   | 5  |
| 1/8 фіналу  | «Система-Борекс» (Бородянка)       | 4 | 1 | 2 | 1 | 2−4   | 4  |
| 1/8 фіналу  | «Динамо-3» (Київ)                  | 4 | 2 | 0 | 2 | 5−8   | 4  |
| 1/8 фіналу  | «Титан» (Армянськ)                 | 2 | 0 | 0 | 2 | 1−3   | 0  |
| 1/16 фіналу | «Галичина» (Дрогобич)              | 3 | 1 | 1 | 1 | 3−3   | 3  |
| 1/16 фіналу | «Енергетик» (Бурштин)              | 3 | 1 | 1 | 1 | 3−3   | 3  |
| 1/16 фіналу | «Шахтар» (Горлівка)                | 3 | 1 | 1 | 1 | 3−3   | 3  |
| 1/16 фіналу | «АДОМС» (Кременчук)                | 3 | 1 | 0 | 2 | 6−4   | 2  |
| 1/16 фіналу | «Електрон» (Ромни)                 | 1 | 1 | 0 | 0 | 2−0   | 2  |
| 1/16 фіналу | «Газовик» (Комарно)                | 2 | 0 | 2 | 0 | 1−1   | 2  |
| 1/16 фіналу | «Ригонда» (Біла Церква)            | 3 | 0 | 2 | 1 | 1−2   | 2  |
| 1/16 фіналу | «Віктор» (Запоріжжя)               | 3 | 1 | 0 | 2 | 5−7   | 2  |
| 1/16 фіналу | «Олімпія-АЕС» (Южноукраїнськ)      | 2 | 1 | 0 | 1 | 1−5   | 2  |
| 1/16 фіналу | «Нива» (Вінниця)                   | 2 | 0 | 1 | 1 | 1−2   | 1  |
| 1/16 фіналу | «Кривбас-2» (Кривий Ріг)           | 2 | 0 | 0 | 2 | 3−5   | 0  |
| 1/16 фіналу | «Цементник-Хорда» (Миколаїв)       | 2 | 0 | 0 | 2 | 4−7   | 0  |
| 1/16 фіналу | «Десна» (Чернігів)                 | 2 | 0 | 0 | 2 | 2−5   | 0  |
| 1/16 фіналу | «Оскіл» (Куп'янськ)                | 2 | 0 | 0 | 2 | 0−3   | 0  |
| 1/16 фіналу | «Ворскла-2» (Полтава)              | 2 | 0 | 0 | 2 | 1−5   | 0  |
| 1/16 фіналу | «Портовик» (Іллічівськ)            | 0 | 0 | 0 | 0 | 0−0   | 0  |
| 1/32 фіналу | «Оболонь-ППО-2» (Київ)             | 1 | 0 | 1 | 0 | 0−0   | 1  |
| 1/32 фіналу | «Зірка-2» (Кіровоград)             | 1 | 0 | 0 | 1 | 0−1   | 0  |
| 1/32 фіналу | «Карпати-2» (Львів)                | 1 | 0 | 0 | 1 | 0−1   | 0  |
| 1/32 фіналу | «Машинобудівник» (Дружківка)       | 1 | 0 | 0 | 1 | 0−1   | 0  |
| 1/32 фіналу | «Прикарпаття-2» (Івано-Франківськ) | 1 | 0 | 0 | 1 | 0−1   | 0  |
| 1/32 фіналу | ФК «Калуш»                         | 1 | 0 | 0 | 1 | 0−1   | 0  |
| 1/32 фіналу | «Авангард» (Ровеньки)              | 1 | 0 | 0 | 1 | 0−2   | 0  |
| 1/32 фіналу | «Торпедо» (Мелітополь)             | 1 | 0 | 0 | 1 | 1−4   | 0  |
| 1/32 фіналу | ФК «Миргород»                      | 1 | 0 | 0 | 1 | 1−5   | 0  |
| 1/32 фіналу | «Верес» (Рівне)                    | 0 | 0 | 0 | 0 | 0−0   | 0  |
| 1/32 фіналу | «Металург-2» (Запоріжжя)           | 0 | 0 | 0 | 0 | 0−0   | 0  |
| 1/32 фіналу | «Чорноморець» (Севастополь)        | 0 | 0 | 0 | 0 | 0−0   | 0  |